# Хакару (язык)
Язык хакару (исп. jacaru от jaqaru, другое название тупинский аймара, исп. aimara tupino) — один из аймаранских (хаки) языков, которые включают также языки аймара и кауки. Носители живут в районе Тупе и Катауаси провинции Яуйос, регион Лима в Перу.
Имеет значительное сходство с родственным аймара. Язык недостаточно задокументирован. Большинство носителей — билингвы. Согласно исследованиям М. Хардман, большинство монолингвов — женщины.
Алфавит на основе латиницы. Утверждён властями Перу в 2015 году: I i, A a, U u, Ch ch, Ch'' ch'', Ch' ch', Cx cx, Cx'' cx'', Cx' cx', P p, P'' p'', P' p', K k, K'' k'', K' k', Q q, Q'' q'', Q' q', T t, T t, t' t', Tx tx, Tx'' tx'', Tx' tx', Tz tz, Tz'' tz'', Tz' tz', J j, L l, Ll ll, M m, N n, Ñ ñ, Nh nh, R r, S s, Sh sh, W w, Y y.